# Corea del Norte en los Juegos Olímpicos de Pyeongchang 2018
Corea del Norte estuvo representada en los  Juegos Olímpicos de Pyeongchang 2018 por diez deportistas, siete hombres y tres mujeres, que compitieron en cuatro deportes.
El equipo olímpico norcoreano no obtuvo ninguna medalla en estos Juegos.